# Mukarrib
Mukarrib (in arabo مكرب‎?) è un titolo regio in auge in un periodo della storia yemenita, collocabile nel I millennio a.C., il cui significato resta dubbio.

Se infatti, agli inizi degli studi sud-arabici, si è parlato di re-sacerdote, più tardi si è affermato che esso significasse Unificatore, anche se più di recente un autorevole studioso come Christian Robin propende per Federatore.
Era comunque un titolo di assoluto prestigio nella cultura sud-arabica preislamica ed era usato sia nel regno di Saba (il primo a impiegarlo), sia nel Qataban, sia in quelli di Himyar, di Hadramawt e nel regno di Awsān. Oltre a governare i sudditi, il mukarrib era il garante del culto alla pluralità di divinità venerate localmente e strutturata secondo una gerarchia che, tuttavia, non era rigidamente fissata.